# Rébecca Dautremer
Rébecca Dautremer (née le 20 août 1971 à Gap) est une illustratrice jeunesse française.

## Biographie
Elle est fille aînée d'un père artisan charpentier et d'une mère bibliothècaire.
Passionnée par la photographie, elle se tourne d'abord vers le design et le graphisme en suivant des cours dans les années 1990 en atelier préparatoire, puis à l'École nationale supérieure des arts décoratifs (ENSAD) de Paris où elle  suit le cursus  de graphisme. Elle est diplômée en 1996.
C'est pendant ses études que Rébecca Dautremer commence à travailler en tant qu'illustratrice pour la maison d'édition Deux Coqs d'Or, où elle répond à des commandes en imagerie, coloriages ou décalcomanies. Dès sa sortie de l'école, en 1995, la maison d'édition Gautier-Languereau lui confie l'illustration d'un premier album, puis d'un second. Les commandes se multiplient. En parallèle, Rébecca Dautremer commence à travailler pour d'autres éditeurs, et gagne peu à peu en notoriété.
Son album jeunesse L'Amoureux, publié en 2003, est « très remarqué », et remporte le Prix Sorcières 2004 dans la catégorie Album. La même année elle illustre Babayaga, sur un texte de son mari, Taï-Marc Le Thanh, avec qui elle travaille régulièrement. Leur collaboration continue avec, en 2005, l'album Cyrano, raconté par Taï-Marc Le Thanh, qu'elle illustre, d'après Cyrano de Bergerac d'Edmond Rostand. Selon le journal La Libre Belgique : « Aisément reconnaissable avec son trait aiguisé, ciselé, détaillé et anguleux, elle pousse également volontiers le ton japonisant pour orientaliser des gouaches aquarellées jouant sur les transparences. »
En 2004, paraît l'album Princesses oubliées ou inconnues, écrit par Philippe Lechermeier, qui connaît « un immense succès commercial, ». L'album est traduit en plus de 20 langues.
En 2009, elle est directrice artistique du film d'animation Kérity, la maison des contes,, réalisé par Dominique Monféry. L'album jeunesse du film sort la même année.
Elle expose plus de dix années de travail dans son ouvrage Artbook de 2009, qualifié de sublime par le journal Le Monde.
En 2014, un second volume de son artbook paraît aux éditions Tishina : Dautremer et Vice Versa.
En 2015, elle expose au Museo ABC de Madrid.

## Inspiration, technique et réalisation
S'inspirant beaucoup de la photographie, du cadrage, des couleurs et de la lumière, Rébecca Dautremer travaille comme une photographe, en réfléchissant à la composition, à la profondeur de champ, au flou… et essaye de proposer dans ses illustrations plusieurs degrés de lecture, afin de toucher petits et grands.
Rébecca Dautremer travaille essentiellement au crayon et à la gouache, à grande échelle (110 ou 120 %), sur du papier aquarelle. On retrouve également dans ses illustrations, des collages et des textures photographiques.

## Autres activités
En plus de l'illustration jeunesse, Rébecca Dautremer travaille ponctuellement pour la publicité (parfum Kenzo), a illustré la pochette de l'album Nerfs du temps du groupe La Milca en 2011 et celle de l'album Dusty Rainbow from the Dark (en) de Wax Tailor en 2012. En 2015, Romain Humeau la sollicite pour illustrer la pochette de l'album Vendredi ou les Limbes du Pacifique, adaptation musicale du roman de Michel Tournier.
De plus, certains de ses albums adaptés en pièces de théâtre l'ont amenée à concevoir les costumes et la scénographie d'autres spectacles (Seule dans ma peau d’âne, mise en scène d'Estelle Savasta).
Elle a également enseigné à l'école Émile-Cohl, à Lyon et a assuré la direction artistique d'un long métrage d'animation : Kérity, la maison des contes, réalisé par Dominique Monféry et sorti en 2009.
Certains de ses originaux sont visibles à la galerie Jeanne Robillard et à la galerie 9e Art, toutes deux situées à Paris.

## Ouvrages
- 1995 : L'Enfant espion d'Alphonse Daudet, Deux Coqs d'Or
- 1996 : La Chèvre aux loups de Maurice Genevoix, Gautier-Languereau
- 1997 : Au clair de la terre, Gautier-Languereau
- 2000 : Tant espéré, tant attendu de Diane Cadieux, Gautier-Languereau
- 2000 : Le ciel n'en fait qu'à sa tête, Gautier-Languereau
- 2001 : Les Fables de La Fontaine, Magnard jeunesse
- 2001 : Les Deux Mamans de Petirou de Jean-Vital de Monléon, Gautier-Languereau
- 2001 : Le Géant aux oiseaux de Ghislaine Biondi, Gautier-Languereau
- 2002 : Une lettre pour Lily la licorne de Christian Pochon, Gautier-Languereau
- 2003 : Le Livre qui vole de Pierre Laury, Bilboquet
- 2003 : Je suis petite, mais… mon arbre est grand ! de Christine Beigel, Magnard jeunesse
- 2003 : L'Amoureux, texte et illustrations de Rébecca Dautremer, avec la collaboration de Mona Le Thanh, Gautier-Languereau Prix Sorcières 2004 dans la catégorie Album
- 2003 : Babayaga, texte de Taï-Marc Le Thanh, illustrations de Rébecca Dautremer, Gautier-Languereau
- 2004 : Lili la libellule de Florence Jenner Metz, Bilboquet, Coll. Comptines, fables et poésie
- 2005 : Sentimento de Carl Norac, Bilboquet
- 2005 : Nasreddine, textes Odile Weulersse, Père Castor Flammarion
- 2005 : Cyrano[2], raconté par Taï-Marc Le Thanh, illustré par Rébecca Dautremer ; d'après Cyrano de Bergerac d'Edmond Rostand, Gautier-Languereau
- 2006 : Le Grand Courant d’air de Taï-Marc Le Thanh, Gautier-Languereau
- 2006 : La tortue géante des Galapagos, tragédie en cinq actes pour une coccinelle, un moustique et 8 animaux de ferme, Gautier-Languereau
- 2007 : Nasreddine et Nasreddine et son âne d'Odile Weulersse, Père Castor Flammarion
- 2007 : Séraphin Mouton, série d'albums de Taï-Marc Le Thanh, Gautier-Languereau
  - Tome 1 : Gros cochon : Ou un joli bouquet de papiers gras
  - Tome 2 : Le berger. Ou à quoi pensent les petits moutons avant de s'endormir...
  - Tome 3 : Qui ? Ou un petit vent de folie
  - Tome 4 : La petite sœur carnivore : Ou la maladie du mouton fou
  - Tome 5 : Le jour des gonflés : Ou un gros vent de folie
- 2008 : Le Loup de la 135e, Seuil Jeunesse
- 2008 : Elvis, Taï-Marc Le Thanh, Gautier-Languereau
- 2009 : Art Book, monographie/carnet de route annoté par Rébecca Dautremer, Éditions du Chêne
- 2009 : Swing café, un conte musical de Carl Norac raconté par Jeanne Balibar ; Carmen Miranda, chant ; Duke Ellington, p ; The Mills Brothers, groupe voc. et instr., Didier jeunesse (livre-disque)
- 2009 : Kerity, la maison des contes : l'album du film, texte de Anik Le Ray ; création graphique originale de Rébecca Dautremer, Flammarion
- 2009 : Journal secret du Petit Poucet, de Philippe Lechermeier, Gautier-Languereau
- Princesses oubliées ou inconnues[4], texte de Philippe Lechermeier, illustrations de Rébecca Dautremer, Gautier-Languereau
  - tome 1, 2009
  - tome 2, 2010
  - tome 3, 2012
- 2010 : Alice au pays des merveilles, texte adapté par Sophie Koechlin, d'après Lewis Carroll, Gautier-Languereau
- 2012 : Soie, d'après Alessandro Baricco
- 2014 : Une bible, de Philippe Lechermeier, Gautier-Languereau
- 2015 : Vendredi ou les limbes du Pacifique, adaptation musicale de Romain Humeau en collaboration avec France Culture (d'après l'œuvre de Michel Tournier, 1967)
- 2015 : Yéti, Taï-Marc Le Thanh, Gautier-Languereau, 40 pages
- 2016 : Le Bois dormait, Éditions Sarbacane.
- 2017 : Cavale[6], texte de Stéphane Servant, Didier Jeunesse
- 2017 :  Une Bible. Nouveau Testament, Philippe Lechermeier et Rébecca Dautremer, Gautier-Languereau
- 2018 : Les Riches Heures de Jacominus Gainsborough, Sarbacane
- 2019 : Midi pile, Sarbacane
- 2020 : Des souris et des hommes[7], d'après John Steinbeck, Éditions Tishina
- 2021 : Une toute petite seconde, Éditions Sarbacane
- 2023 : Une chose formidable, Éditions Sarbacane
- 2024 : Jacomimi, Éditions Sarbacane

## Filmographie
- 2009 Kérity, la maison des contes de Dominique Monféry - directrice artistique, décoratrice, animatrice

## Distinctions
- Prix Sorcières 2004[3] pour L'Amoureux
- Prix Chrétien de Troyes 2005 pour "Nasreddine et son Âne " de Odile Weulersse
- Prix Paille en Queue 2010[8] du Salon du Livre jeunesse de l'océan Indien, pour Elvis de Taï-Marc Le Thanh, qu'elle a illustré
- Grand Prix de l'illustration 2019[9] pour Les Riches Heures de Jacominus Gainsborough
- Pépite du livre illustré 2019[10] du Salon du livre et de la presse jeunesse de Montreuil, pour Midi pile
- Prix Chrétien de Troyes 2019 pour Les Riches Heures de Jacominus Gainsborough
- Prix Franco-Allemand / Jugendlitaraturpreis  pour Les Riches Heures de Jacominus Gainsborough

## Adaptation de son œuvre

### Au théâtre
- L'Amoureux, mise en scène et scénographie Philippe Saumont ; pièce d'après l'album de Rébecca Dautremer ; musique Yann Honoré ; marionnettes Petr Rézacovi et Katarina Rézacovi ; production Théâtre des Tarabates ; avec Sandrine Decourtit et Philippe Saumont ; Espace culturel René Prigent ; 2010
- "Caché dans son Buisson de Lavande, Cyrano sentait bon la lessive" de Taï-Marc Le Thanh par la Compagnie Hecho en Casa

### Vidéographie
- Rebecca Dautremer, in Rebecca Dautremer ; François Place, film documentaire réalisé par Thierry Mercadal, On Stage, Lyon, Cap Canal, 2008, 26 min (DVD)